# Axinaea crassinoda
Axinaea crassinoda är en tvåhjärtbladig växtart som beskrevs av José Jéronimo Triana. Axinaea crassinoda ingår i släktet Axinaea och familjen Melastomataceae.
Artens utbredningsområde är Peru. Inga underarter finns listade i Catalogue of Life.